# خدمات ترافیک هوایی
در هوانوردی خدمات ترافیک هوایی (ATS) به معنی خدمات تنظیم کننده و کمک‌رسان به هواگرد در زمان پرواز برای اطمینان از عملکرد ایمن آن است.

## اهداف
به طور خاص، خدمات ترافیک هوایی به معنی:
- پیشگیری از برخورد بین دو هواگرد و ارائه مشاوره ایمنی و مؤثر برای هواگردها
- ایجاد و محافظت از یک جریان منظم ترافیک هوایی
- اطلاع‌رسانی به سازمان‌های مربوطه و همکاری در عملیات امداد و نجات

است.

## وظایف
چهار وظیفه کنترل خدمات ترافیک هوایی:
- خدمات کنترل ترافیک هوایی برای پیشگیری از برخورد بین دو هواپیما از طریق کنترل مرز هوایی با راهنمایی مسیر به خلبان
- مشاوره ترافیک هوایی که برای مرزهای هوایی مراقبت‌نشده استفاده می‌شود تا از برخورد بین دو هواپیما یا دیگر سوانح پیشگیری کند
- ارائه اطلاعات پرواز برای انجام پرواز ایمن
- فرستادن اخطار برای تمام هواپیماهای شناخته شده

مسیر خدمات ترافیک هوایی یک مسیر مشخص برای هدایت جریان ترافیک هوایی است که شامل مسیر جت‌ها، مسیرهای ناوبری منطقه‌ای (RNAV) و مسیر فرود و برخاست می‌شود. این مسیرها از طریق یک شاخص مانند راه مشخص یا مجموعه نقاط با فاصله معلوم، گزارش نیازمندی‌ها و پایین‌ترین فرازای امن تعیین می‌شوند.

## فهرست ارائه دهنگان خدمات

### اروپا
اخیراً ارائه دهندگان خدمات ترافیک هوایی اروپایی سعی در ایجاد تغییرات بزرگی در بازار اروپا دارند. آنها قصد دارند این کار را از طریق ارائه سیستم آسمان واحد اروپا (Single European Sky) ارائه نمایند. این سیستم با جایگزینی به جای تقسیم‌بندی‌های فعلی به صورت مرز هوایی ملی، مرزهای هوایی اروپا را به چندین بخش کابردی تقسیم می‌کند.